# Eberhard Thunert
Eberhard Thunert foi um general alemão durante a Segunda Guerra Mundial. Nasceu em Kulmsee na região de Thorn (Torun) em 22 de Novembro de 1899, faleceu em 4 de Maio de 1964.

## Biografia
Ele foi um oficial cadete em 1918 (infantaria), e um Leutnant em 1920.
Com o início da Segunda Guerra Mundial, se tornou Major oficial de staff da 5ª Divisão Panzer. Ele foi promovido para Oberstleutnant em 1 de Novembro de 1940, Oberst em 1 de Junho de 1942, Generalmajor em 1 de Janeiro de 1945 e Generalleutnant em 1 de Maio daquele mesmo ano.
Após serviu como oficial de staff do XIV Corpo Panzer (1 de Outubro de 1940), se tornou chief de staff no mesmo corpo (1 de Abril de 1942) e após o LVIII Corpo de Reserva Panzer (10 de Agosto de 1943). Mais tarde ele estava no comando do Pz.Gren.Rgt. 394 (12 de Junho de 1944) e a 1ª Divisão Panzer (18 de Setembro de 1944). Faleceu em 4 de Maio de 1964.

## Patentes
- Fahnenjunker - 2 de março de 1918
- Leutnant - 1 de outubro de 1920
- Oberleutnant - 1 de fevereiro de 1927
- Hauptmann - 1 de abril de 1934
- Major - 1 de agosto de 1938
- Oberstleutnant - 1 de novembro de 1940
- Oberst - 1 de junho de 1942
- Generalmajor - 1 de janeiro de 1945
- Generalleutnant - 1 de maio de 1945

## Condecorações
- Cruz de Ferro (1914) 2ª Classe
- Badge de Feridos (1914)
- Cruz de Honra da Primeira Guerra Mundial
- Cruz de Ferro (1939) 2ª Classe - 18 de setembro de 1939
- Cruz de Ferro (1939) 1ª Classe - 14 de maio de 1940
- Medalha da Frente Oriental
- Distintivo Panzer
- Cruz de Cavaleiro da Cruz de Ferro - 1 de fevereiro de 1945[1][5]
- Cruz Germânica em Ouro - 25 de Janeiro de 1943[1]